# Hartwig Löger
Hartwig Löger (ur. 15 lipca 1965 w Selzthalu) – austriacki menedżer związany z branżą ubezpieczeniową, od 2017 do 2019 minister finansów, w 2019 dodatkowo wicekanclerz, od 28 maja do 3 czerwca 2019 p.o. kanclerza Austrii.

## Życiorys
Absolwent Stiftsgymnasium Admont. Początkowo w trakcie służby wojskowej planował pracować jako pilot, co jednak uniemożliwiła mu kontuzja kolana. W latach 1987–1988 odbył kurs uniwersytecki dla branży ubezpieczeniowej na Uniwersytecie Ekonomicznym w Wiedniu. W 2001 uzyskał dyplom z zakresu zarządzania międzynarodowego IMEA na Uniwersytecie w St. Gallen.
Od 1985 zatrudniony w przedsiębiorstwach ubezpieczeniowych na różnych stanowiskach. W pierwszej połowie lat 90. pracował jako sprzedawca ubezpieczeń w Allianzie w Grazu. Później był asystentem kierownictwa w Grazer Wechselseitige i kierownikiem działu w Donau Versicherung. Od 2002 związany z grupą ubezpieczeniową Uniqa Insurance Group. Był dyrektorem zarządzającym Uniqa International Versicherungs-Holding (2002–2005) i kierownikiem dystrybucji grupy (2005–2011). W 2011 dołączył do zarządu koncernu, a w 2013 został prezesem zarządu i dyrektorem generalnym przedsiębiorstwa Uniqa Österreich.
W 2014 stanął na czele Sportunion, jednej z trzech austriackich konfederacji sportowych.
W grudniu 2017 z rekomendacji Austriackiej Partii Ludowej objął stanowisko ministra finansów w rządzie Sebastiana Kurza. W maju 2019, po zdymisjonowaniu ministrów z Wolnościowej Partii Austrii, objął dodatkowo funkcję wicekanclerza.
27 maja 2019 parlament głosami SPÖ i niedawnego koalicjanta ludowców przegłosował wobec rządu wotum nieufności, co rozpoczęło procedurę dymisji gabinetu. Następnego dnia Hartwig Löger został pełniącym obowiązki kanclerza w miejsce Sebastiana Kurza. Zakończył pełnienie wszelkich funkcji rządowych 3 czerwca 2019, gdy zaprzysiężony został techniczny gabinet z Brigitte Bierlein na czele.